# Atemübungen
Atemübungen (engl. Breathing Lessons) ist ein Roman der US-amerikanischen Schriftstellerin Anne Tyler, der 1988 im Original und 1989 in deutscher Übersetzung erschien. Im selben Jahr erhielt die Autorin für diesen Roman den Pulitzer-Preis. 
Robert McCrum nennt das Werk in seiner für den Guardian zusammengestellten Liste der 100 besten englischsprachigen Romane.

## Inhalt
Atemübungen beschreibt das Ehepaar Maggie und Ira Moran. Beide sind um die fünfzig Jahre alt und um die dreißig Jahre miteinander verheiratet. Ira arbeitet in einem kleinen, vom Vater übernommenen Geschäft für Bilderrahmen. Maggie, die als ein »Schusselchen« beschrieben wird, ist Hausfrau. 
Das Leben dieses Ehepaares wird erzählerisch in einem einzigen Tag einer Autofahrt beider zu einer Beerdigung verdichtet. Die Beschreibung fällt von dieser Fahrt aus immer wieder abschweifend und rückgreifend in die Betrachtung des gesamten Lebens, beschreibt entscheidende Situationen, die erhellen, wie dieses Paar wurde, was es ist. Tylers Blick auf ihre beiden Hauptfiguren ist dabei nah und verständnisvoll; die so gewonnene Normalität scheint zwischen dem Zauber der Einvernehmlichkeit und der Neurotik zu wechseln und gerade dadurch authentisch.
So wird von einem älteren Herrn erzählt, der das reisende Paar auf der Landstraße ausbremst und dem Maggie dann nahezu kindisch einen Streich spielt, in dem sie ihm beim Überholen andeutet, ein Rad seines Wagens sei locker. Danach aber kehren sie dann doch, von Maggies Schuldgefühlen geleitet, um, um zu sehen, ob der Alte unversehrt geblieben ist: 
»Ira fragte sich, warum Maggie immer wieder andere Leute in ihrer beider Leben einladen musste. Bloß mit einem Ehemann hatte sie nicht genug, so vermutete er. Die Zwei war für sie keine zufriedenstellende Zahl ...« (159)
Dass der Gatte dies Unverständnis (zumindest sich selbst gegenüber) äußert, scheint aber doch wieder auf Nähe zu zielen. Gerade zwei Menschen, die so verschieden sind, entwickeln aus der Verbalisierung der Distanziertheit auch die Möglichkeit der Akzeptanz. So scheint dann das Unversöhnliche versöhnt und der Neurotik noch ein gewisser Sinn beigegeben, sodass eine Freundin auf der Hochzeit gerade hierin, »... mit einem ordentlichen, ganz normalen Ehemann auf einem Sofa [zu] sitzen und tausend Jahre lang fern[zu]sehen« (119) das höchste Glück sehen will. 
Zumindest vermag die Autorin in Atemübungen einen bislang so kaum in der Literatur vorzufindenden Blick auf eine Normalität zu bieten, der sonst wenig abgewonnen wird. Sie kann vermitteln, dass Glück und Alltag nicht in unversöhnlicher Opposition zueinander stehen.

## Buchausgaben
- Anne Tyler: Breathing lessons, 1988, deutsch: Atemübungen, Fischer, Frankfurt am Main 1989, ISBN 3-10-080009-5 / Fischer-Taschenbuch, Frankfurt am Main 1991, ISBN 3-596-10924-8.